# ZAZ Tavria
ZAZ 1102 Tavria (ukr. Таврія; ros. Таврия, pol. Tawria) – subkompaktowy samochód osobowy produkowany przez przedsiębiorstwo AwtoZAZ w Zaporożu na terenie Związku Radzieckiego (1988–1991), a następnie Ukrainy (1991–2007). Konstrukcja Tavrii stała się podstawą do opracowania modeli pochodnych: ZAZ 1105 Dana, ZAZ 11055 Tavria Pick-up i ZAZ 1103 Slavuta. Produkcja ostatnich odmian zakończona została w lutym 2011 roku.

## ZAZ 1102 Tavria

### Historia
Pod koniec lat 60. XX wieku w Związku Radzieckim opracowano założenia konstrukcyjne, dotyczące parametrów technicznych nowoczesnego, subkompaktowego samochodu osobowego z przednim napędem. Inicjatorem rozpoczęcia prac nad samochodem tego rodzaju w zakładach ZAZ był inżynier Władimir Stieszenko, który został później kierownikiem projektu. Pierwszy prototyp 3-drzwiowego hatchbacka o nazwie roboczej Pierspiektiwa skonstruowany został w 1970 roku. Pomimo przychylnych opinii na temat nowego auta, ze strony ówczesnego Ministerstwa Przemysłu Motoryzacyjnego ZSRR, nie wydano oficjalnego zalecenia dotyczącego prowadzenia dalszych prac nad autem. Pomimo tego, były one kontynuowane i po przeprowadzeniu serii testów oraz badań drogowych w 1973 roku zbudowano kolejne 3 prototypowe egzemplarze, z czego jeden z odmiennym 2-drzwiowym nadwoziem typu sedan. Udało się również uzyskać wówczas rządową zgodę i zlecenie na opracowanie płyty podłogowej dla nowej rodziny małych samochodów z przednim napędem. W następnym roku powstał kolejny prototyp z nadwoziem sedan, jednak o odmiennej niż jego poprzednicy stylizacji. W 1975 roku zaprezentowano prototypowe modele, opracowane przy udziale konstruktorów z zakładów WAZ. W pojazdach tych wykorzystano rozwiązania techniczne zastosowane po raz pierwszy w prototypowych samochodach WAZ-1101, opracowanych w pierwszej połowie lat 70. Po przeprowadzeniu serii testów i ich pozytywnym zakończeniu, rozpoczęcie produkcji seryjnej zostało zaplanowane w 1978 roku, jednak po rozpoczęciu produkcji w 1976 roku samochodu Ford Fiesta ówczesny minister przemysłu motoryzacyjnego ZSRR nakazał modernizację prototypów, tak aby nowe auto było konkurencyjne w stosunku do wyrobów zachodnich. Zmodernizowane prototypy o rozwiązaniach zbliżonych do wersji seryjnych przedstawione zostały publicznie w 1979 roku, a rozpoczęcie produkcji planowane było 2 lata później. Jednak w pierwszej połowie lat 80. priorytetowym projektem dla przemysłu motoryzacyjnego ZSRR było wprowadzenie do oferty modelu Łada Samara, w związku z czym ograniczono finansowanie dalszych prac nad Tavrią, co doprowadziło do odwlekania rozpoczęcia produkcji tego samochodu. Pierwszych 6 sztuk przedseryjnych Tavrii zostało zbudowanych i zaprezentowanych w 1986 roku. Produkcję seryjną rozpoczęto w 1988 roku. Pojazd został zaprojektowany całkowicie od podstaw i nie miał nic wspólnego z już w tym okresie przestarzałym Zaporożcem. W przeciwieństwie do poprzednika, Tavria posiada silnik chłodzony cieczą, usytuowany z przodu pojazdu, który napędza koła przednie.

### Opis modelu

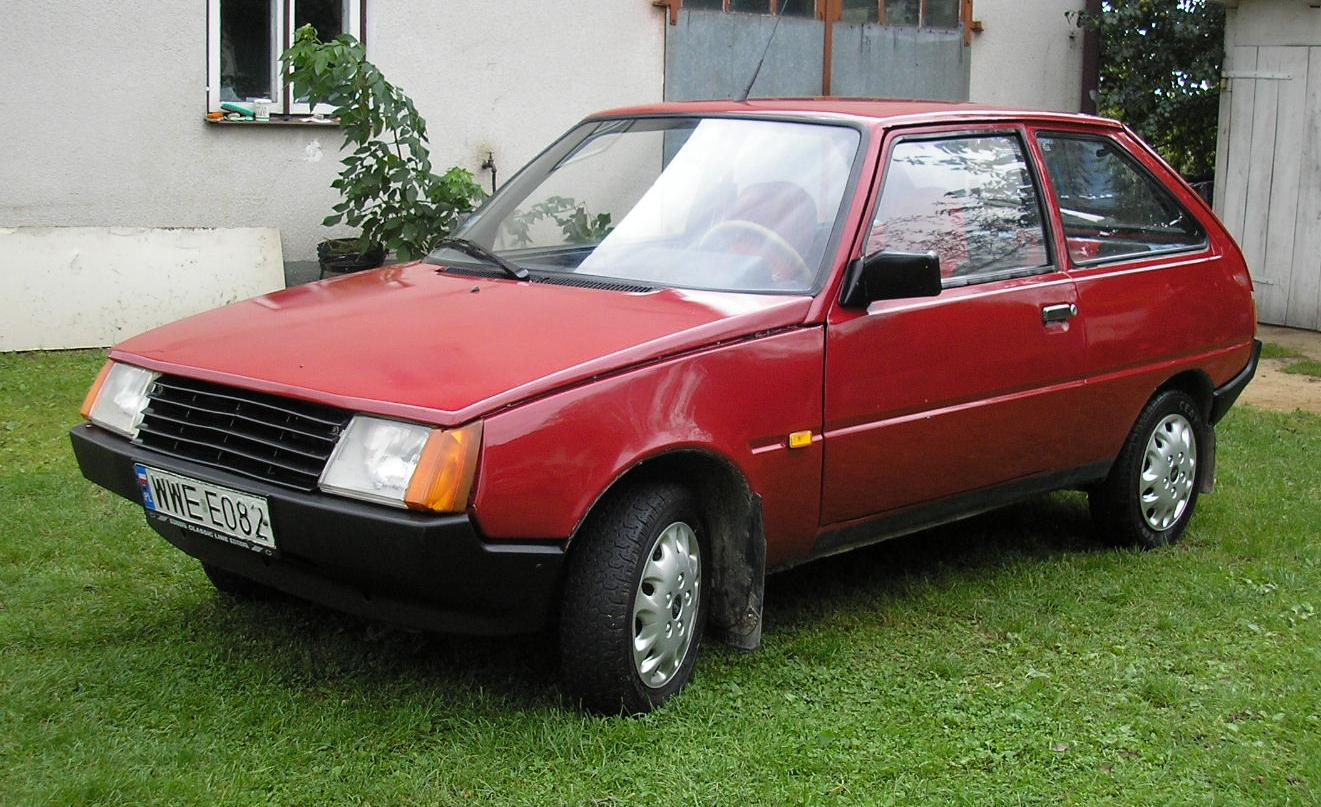
ZAZ 1102 Tavria

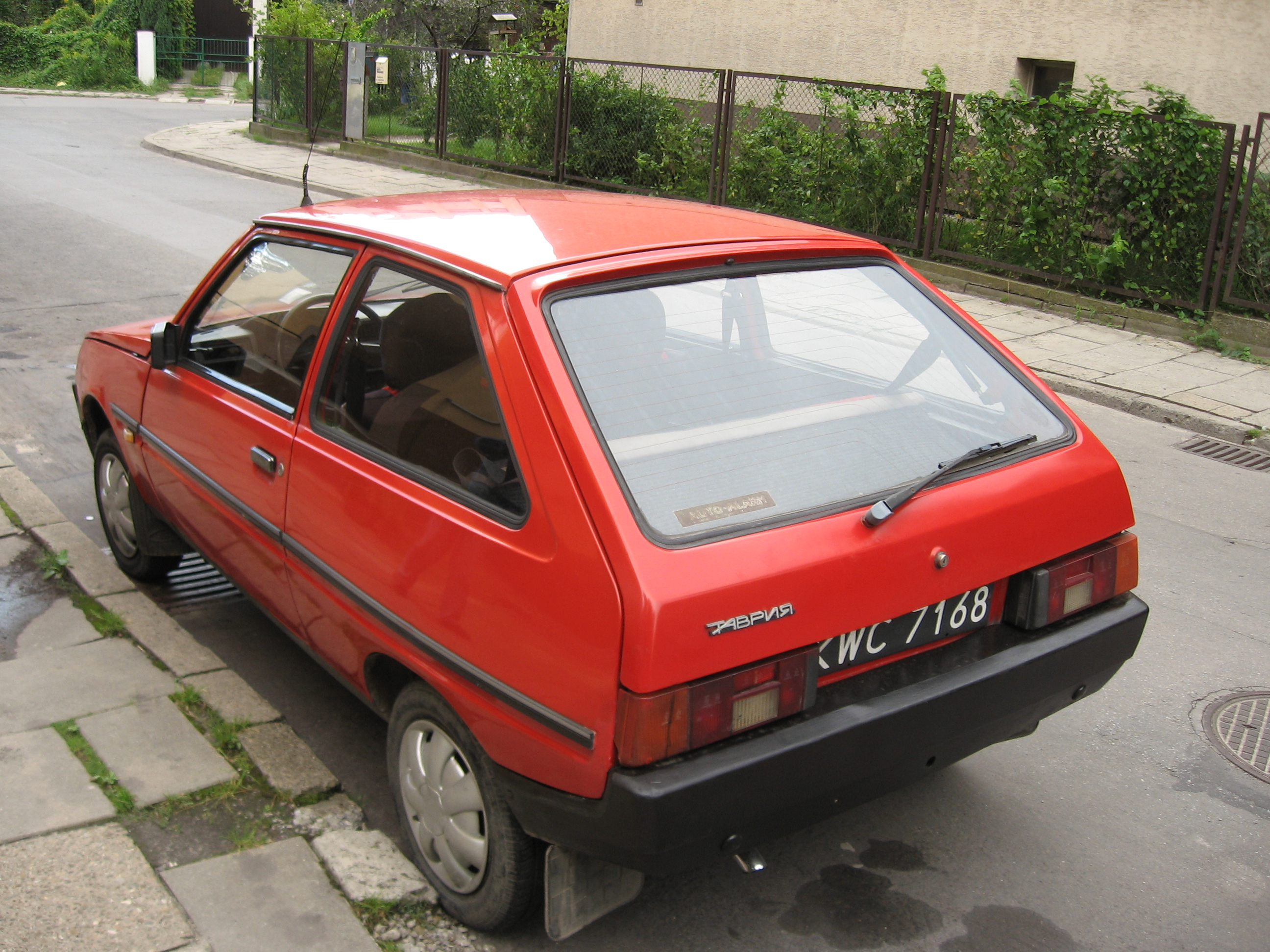
ZAZ 1102 Tavria - tył pojazdu

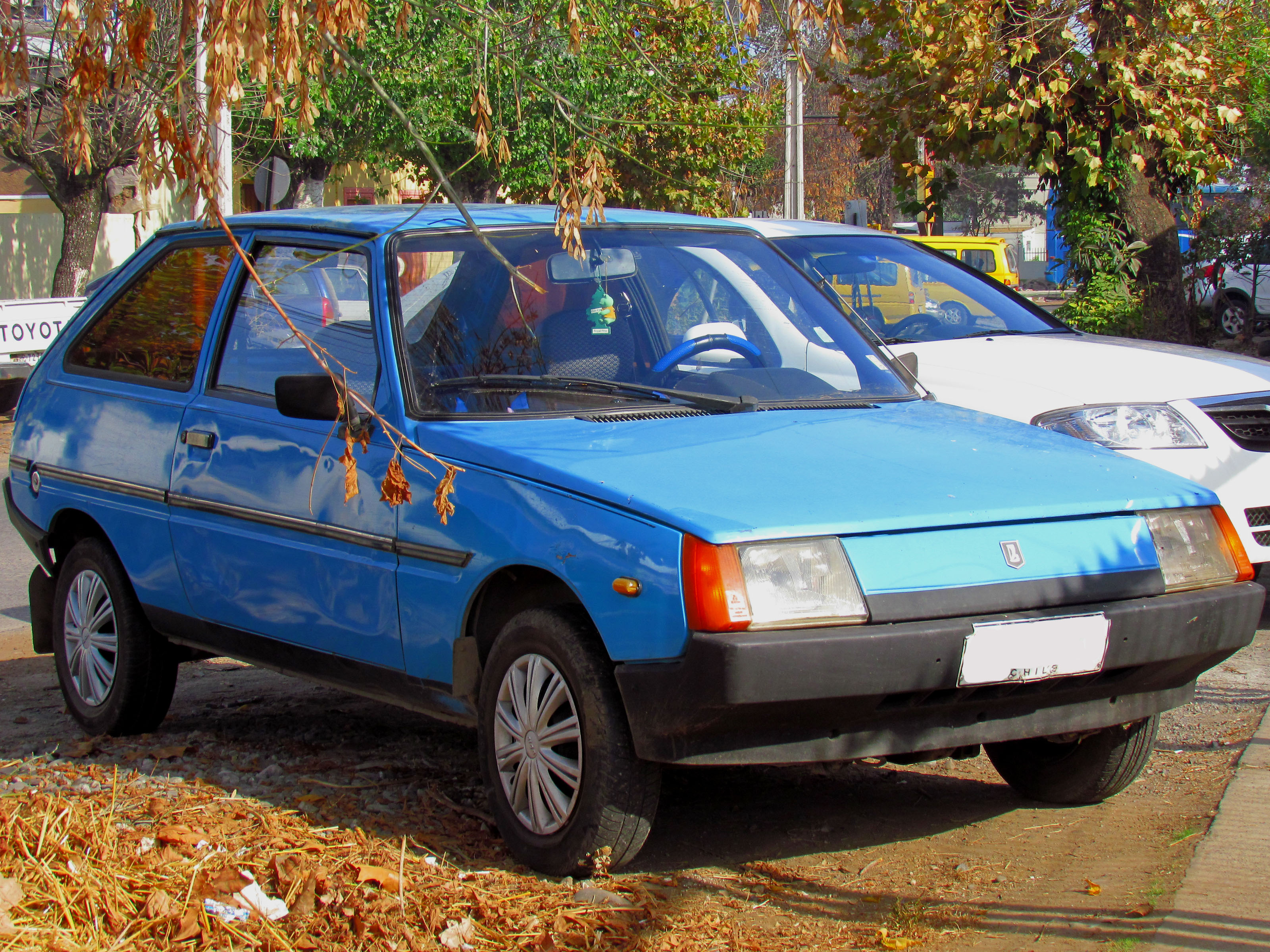
Łada Tavria

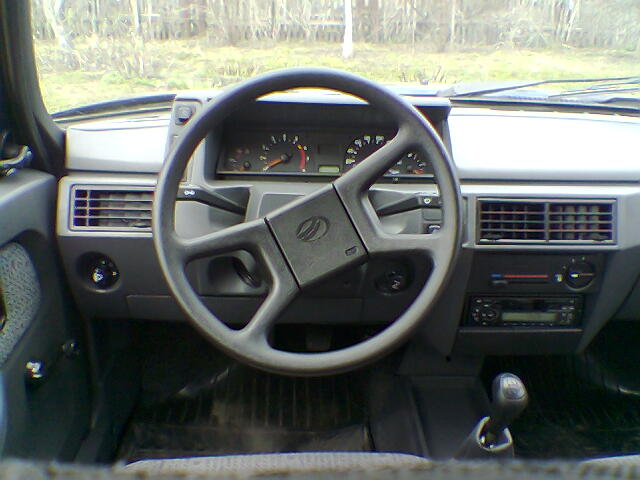
Deska rozdzielcza (ZAZ 1103 Slavuta)

Podstawowy i najczęściej spotykany model rodziny Tavria, wyposażony w 3-drzwiowe nadwozie typu hatchback, dostosowane do przewozu 5 osób. Produkcję seryjną samochodu rozpoczęto w 1988 roku. Do napędu pojazdu zastosowano produkowany przez Melitopolską Fabrykę Silników (MeMZ), gaźnikowy, 4-cylindrowym silnik typu MeMZ-245 o pojemności skokowej 1091 cm³ i mocy 51 KM. Jednostka napędowa zblokowana została z 5-biegową manualną skrzynią biegów, poprzez którą napęd przenoszony był na koła przednie. Tavria posiada niezależne zawieszenie wszystkich kół. Z przodu zastosowano kolumny MacPhersona oraz teleskopowe amortyzatory hydrauliczne. Zawieszenie tyle stanowiły dwa podłużne wahacze oparte na sprężynach śrubowych oraz stabilizator poprzeczny i hydrauliczne amortyzatory teleskopowe.
W 1991 roku przeprowadzono pierwszą niewielką modernizację pojazdu, w wyniku której zmieniono niektóre elementy wnętrza oraz zastąpiono reflektory przednie produkcji czechosłowackiej wyrobami ukraińskimi.
Podczas salonu motoryzacyjnego SIA 98, który odbył się w czerwcu 1998 roku w Kijowie zaprezentowano zmodernizowany przy udziale konstruktorów koreańskiego koncernu Daewoo model ZAZ 1102 Tavria Nova. Pojazd ten do produkcji wprowadzony został w lipcu tego samego roku. W stosunku do poprzednika zmieniono około 200 elementów auta. Wprowadzone zmiany miały na celu podniesienie jakości montażu pojazdu i stosowanych materiałów. Stylizacja nadwozia została nieznacznie odświeżona poprzez zastosowanie nowego wzoru osłony wlotu powietrza. We wnętrzu wykorzystano nowy typ siedzeń i materiałów tapicerskich, zmieniona została kierownica oraz kolorystyka elementów z tworzyw sztucznych. W układzie jezdnym zmieniono amortyzatory oraz wprowadzono szersze koła, dzięki czemu poprawiono właściwości jezdne pojazdu. Zwiększona została wydajność układu hamulcowego oraz chłodzenia. Początkowo źródło napędu modelu Tavria Nova stanowił silnik MeMZ-245 o mocy 51 KM. Jednostka ta wyposażona została w ulepszony osprzęt np. mocniejszy rozrusznik. ZAZ 1102 Tavria Nova oferowany był w dwóch wersjach wyposażeniowych, Standard i Lux.
W czerwcu 2000 roku do oferty dołączono mocniejszy silnik typu MeMZ-2457 o pojemności skokowej 1197 cm³ i mocy 58 KM. W tym samym roku na krótko wprowadzono silnik 1,1 o oznaczeniu MeMZ-246 wyposażony we wtrysk paliwa. W 2001 roku wdrożony został do produkcji nowy silnik MeMZ-3011 o pojemności skokowej 1299 cm³ i mocy 63 KM, a pod koniec 2002 roku jego odmiana MeMZ-3071 z wtryskiem paliwa, rozwijająca moc 66 KM. W 2006 roku ze względu na wprowadzenie na Ukrainie normy Euro 2, zaprzestano stosowania silników gaźnikowych. Wprowadzono wówczas do produkcji wyposażony we wtrysk paliwa silnik o pojemności 1197 cm³ i maksymalnej mocy 62 KM, noszący oznaczenie MeMZ-2477, który zastąpił starszą wersję o tej samej pojemności.
Początkowo produkcję planowano zakończyć 1 stycznia 2007 roku, jednak zamówienia z rynku spowodowały, że ostatnie 2500 aut zostało wyprodukowane do 1 czerwca 2007 roku.
Na bazie wersji hatchback stworzono w 1991 i 1992 roku wersje 110240 Universal oraz 110260 Universal o zwiększonych możliwościach przewozowych. W tych modelach zastosowano wykonaną z tworzywa sztucznego tylną klapę imitującą wersję kombi.
W styczniu 1995 roku firma Damis rozpoczęła montaż Tavrii w Polsce. Samochody składane były na terenie dawnych zakładów włókienniczych w Łodzi. Ze względu na konieczność spełnienia norm czystości spalin, samochody montowane w Polsce wyposażane były w katalizatory czeskiej firmy Drupol. Polskie przedsiębiorstwa dostarczały opony, świece zapłonowe, akumulatory oraz płyny eksploatacyjne.

### Dane techniczne
| Wersja | Oznaczenie | Pojemność skokowa | Moc maksymalna                    | Maks. moment obrotowy           | Układ i liczba cylindrów | Układ rozrządu/liczba zaworów | Średnica × skok tłoka | Stopień sprężania | 0–100 km/h | Vmax     |
| ------ | ---------- | ----------------- | --------------------------------- | ------------------------------- | ------------------------ | ----------------------------- | --------------------- | ----------------- | ---------- | -------- |
| 1.1    | MeMZ-245   | 1091 cm³          | 51 KM (37,5 kW) przy 5600 obr/min | 78,5 N·m przy 3000–3500 obr/min | R4                       | SOHC/8                        | 72 mm × 67 mm         | 9,5:1             | 16,8 s     | 145 km/h |
| 1.2    | MeMZ-2457  | 1197 cm³          | 58 KM (42,6 kW) przy 5600 obr/min | 90 N·m przy 3000–3500 obr/min   | R4                       | SOHC/8                        | 72 mm × 73,5 mm       | 9,5:1             | 16,2 s     | 151 km/h |
| 1.2i   | MeMZ-2477  | 1197 cm³          | 62 KM (45,9 kW) przy 5800 obr/min | 95,5 N·m przy 3000–3500 obr/min | R4                       | SOHC/8                        | 72 mm × 73,5 mm       | 9,5:1             | 15,6 s     | 157 km/h |
| 1.3    | MeMZ-3011  | 1299 cm³          | 63 KM (46,3 kW) przy 5600 obr/min | 101 N·m przy 3000–3500 obr/min  | R4                       | SOHC/8                        | 75 mm × 73,5 mm       | 9,5:1             | 15,5 s     | 158 km/h |
| 1.3i   | MeMZ-3071  | 1299 cm³          | 66 KM (48,5 kW) przy 5600 obr/min | 105 N·m przy 3000—3500 obr/min  | R4                       | SOHC/8                        | 75 mm × 73,5 mm       | 9,5:1             | 15,5 s     | b.d.     |

## ZAZ 1103 Slavuta
Równolegle do prac konstrukcyjnych nad wersją kombi, opracowywano projekt małego liftbacka o oznaczeniu ZAZ 1103. Pierwsze prototypowe egzemplarze zbudowane zostały w czerwcu 1995 roku, jednak problemy producenta spowodowały znaczne spowolnienie przygotowań do rozpoczęcia produkcji tego auta. W 1998 roku wraz z utworzeniem spółki AvtoZAZ-Daewoo, jeszcze w fazie projektu w modelu tym wprowadzono zmiany analogiczne jak w Tavrii Nova. Nieznacznym zmianom poddano przednią część nadwozia, w której zastosowano nowy wzór zderzaka, atrapy chłodnicy oraz maskę o obniżonej dolnej krawędzi. Krótkoseryjna produkcja testowa została rozpoczęta w listopadzie 1998 roku, a do produkcji seryjnej ZAZ 1103 Slavuta wdrożony został 17 marca 1999 roku. Początkowo Slavuta oferowana była wyłącznie z silnikiem MeMZ-245 o pojemności skokowej 1091 cm³ i mocy 51 KM, który zblokowany był z 5-biegową manualną skrzynią biegów, przekazującą moc na koła przednie. Wraz z wprowadzeniem do produkcji w 2000 roku silnika 1,2 o mocy 58 KM, zaprzestano montażu starszej jednostki napędowej w tym modelu. W późniejszym okresie źródło napędu tego samochodu stanowiły te same silniki co w Tavrii Nova. Produkcję seryjną modelu ZAZ 1103 Slavuta zakończono w lutym 2011 roku, po wyprodukowaniu 140 614 egzemplarzy.

## ZAZ 1105 Dana
W pierwszej połowie lat 90. rozpoczęto prace nad kolejnymi wersjami nadwoziowymi opartymi na konstrukcji Tavrii. Pierwszą odmianą osobową było produkowane od końca 1994 roku, 5-drzwiowe kombi o oznaczeniu ZAZ 1105 Dana. Model ten w stosunku do hatchbacka posiadał wydłużone o 113 mm nadwozie, jednak rozstaw osi pozostał bez zmian. Auto to produkowane było w okresie największego kryzysu dla ukraińskiego producenta, kiedy produkcja drastycznie zmalała, a jakość aut pozostawiała wiele do życzenia. Początkowe egzemplarze tego modelu miały problemy ze sztywnością nadwozia. Do napędu pojazdu przewidziano jednostkę MeMZ-245 o mocy 51 KM lub produkowany w Rosji silnik WAZ-2108 o pojemności skokowej 1289 cm³ i mocy 65 KM. Produkcja seryjna tego modelu została zakończona w 1997 roku. W trakcie testu zderzeniowego już przy zderzeniu w sztywną przeszkodę z prędkością 50 km/h źle zamocowana maska wyrwała się z mocowań, w konsekwencji przebiła przednią szybę, wnikła do kabiny i trafiła krawędzią w manekina.

## Wersje użytkowe

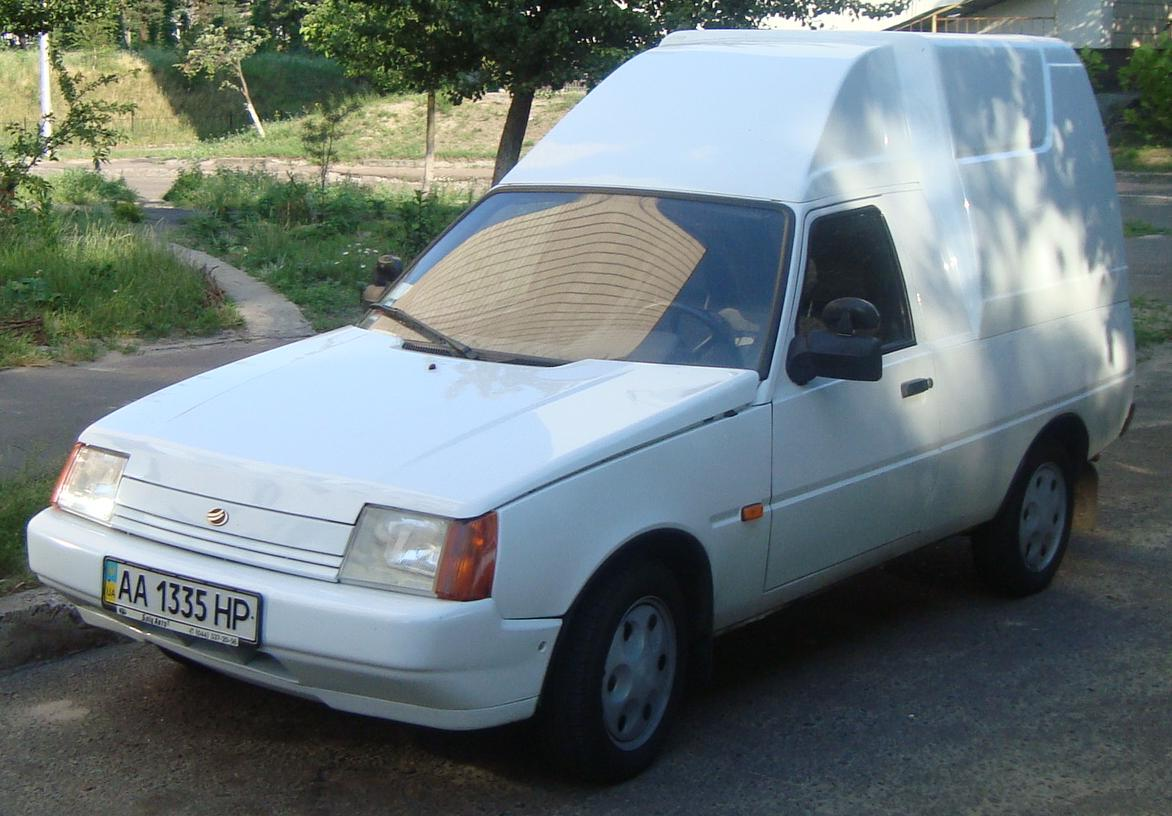
ZAZ 11055 Tavria Pick-up z nadbudówką z tworzywa sztucznego

### ZAZ 110240 Tavria Universal
W 1991 roku do produkcji skierowano model ZAZ 110240 Tavria Universal, który wyposażony został w wykonaną z tworzywa sztucznego i powiększoną klapę bagażnika. Dzięki takiemu rozwiązaniu możliwe było zwiększenie objętości przestrzeni bagażowej, przy jednoczesnym zachowaniu standardowej liczby miejsc siedzących. W następnym roku wprowadzono do oferty model ZAZ 110260, w którym usunięto tylną kanapę oraz oddzielono przestrzeń bagażową od pasażerskiej metalową przegrodą. Zmiany w nadwoziu tej wersji ograniczyły się do zastąpienia tylnych bocznych okien metalowymi wytłoczkami. Maksymalna ładowność obydwu wersji wynosiła 390 kg. Do napędu pojazdów tej serii wykorzystywano silniki 1,1 oraz 1,2. Produkcja seryjną zakończono w 2007 roku.

### ZAZ 11055 Tavria Pick-up

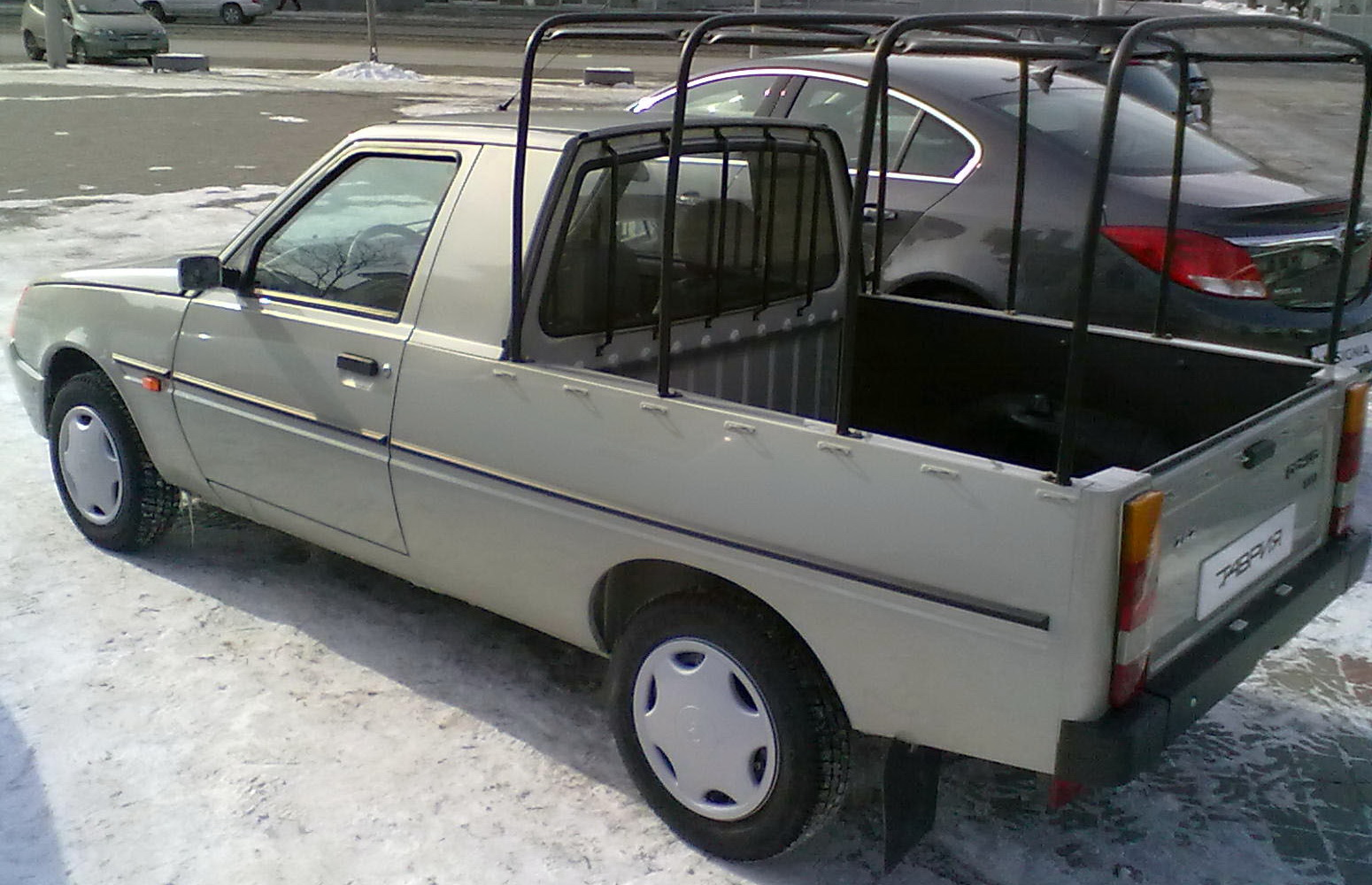
ZAZ 11055 Tavria Pick-up

Produkcję wersji pick-up opartej na konstrukcji Tavrii rozpoczęto w 1993 roku. Model ZAZ 11055 Tavria Pick-up posiadał wydłużone o prawie 20 cm dwudrzwiowe nadwozie, przystosowane do przewozu dwóch osób oraz ładunku o maksymalnej masie 390 kg. W zależności od potrzeb użytkownika przestrzeń ładunkowa mogła być osłonięta, umieszczoną na stalowym stelażu plandeką lub wykonaną z tworzywa sztucznego nadbudówką. Przy zastosowaniu drugiego rozwiązania objętość przestrzeni ładunkowej wynosiła 2,1 m³, a dostęp do niej zapewniony był przez dzielone poziomo dwie tylne klapy lub otwierane na boki dwie pary drzwi. Do napędu Tavrii Pick-up wykorzystano te same silniki co w samochodzie ZAZ 1103 Slavuta. Produkcja seryjna została zakończona w lutym 2011 roku.

## Prototypy

### ZAZ 1109 Tavria Elektro
Na początku lat 90. rozpoczęto prace konstrukcyjne nad wersją Tavrii o napędzie elektrycznym. Zaprezentowany w 1994 roku prototypowy pojazd ZAZ 1109 Tavria Elektro, zbudowany został na bazie dostawczego modelu ZAZ 110260 Tavria Universal. Zastosowany do napędu silnik elektryczny osiągał moc maksymalną 25 kW (34 KM), natomiast moc znamionowa wynosiła 12,5 kW (17 KM). Napęd przekazywany był na koła przednie poprzez 3-biegową manualną skrzynię biegów. Ze względu na charakterystykę silnika elektrycznego jazda samochodem, niezależnie od prędkości możliwa była na dowolnym biegu. Jednak wybór odpowiedniego przełożenia wpływał na osiągi pojazdu i zużycie energii. Maksymalny zasięg auta wynosił 140 km, aby go uzyskać należało ładować baterie przez 8 godzin. Konfiguracja układu napędowego umożliwiała osiągnięcie prędkości maksymalnej wynoszącej 90 km/h.

### ZAZ 110328 Ladoga
W 2001 roku podczas międzynarodowego salonu motoryzacyjnego w Moskwie roku zaprezentowano prototyp samochodu ZAZ 110328 Ladoga, który był zmodernizowaną odmianą modelu Slavuta. Zmiany w nadwoziu pojazdu dotyczyły przedniej części, gdzie zastosowano nowy zderzak, osłonę wlotu powietrza, reflektory oraz maskę silnika. Do napędu prototypu przewidziano wyposażony we wtrysk paliwa silnik MeMZ-307 o pojemności skokowej 1299 cm³ i mocy 70 KM. Produkcji tak zmodernizowanej odmiany modelu ZAZ 1103 nie podjęto.